# Громадянство Болгарії
Громадянство Болгарії (болг. Българското гражданство) — стійкий правовий зв'язок особи з Болгарією, що виражається в сукупності їх взаємних прав та обов'язків.
Громадянин Болгарії (болг. Български гражданин) — особа, яка отримала всі права та обов'язки, що надаються Конституцією Болгарії і законами Болгарії по праву народження, праву крові або в результаті натуралізації і має право на захист з боку держави.
Кожен болгарський громадянин також є громадянином Європейського Союзу.

## Основні положення
Закон про громадянство Болгарії регулюється Конституцією Болгарії (статті 25 і 26) і Законом про громадянство від 1999 року (зі змінами, внесеними аж до 2009 року).

## Отримання громадянства
Болгарське громадянство може бути отримане такими способами:
- Jus sanguinis — за походженням, якщо хоча б один з батьків особи є болгарським громадянином, або особа, яка має по висхідній лінії хоча б одного родича болгарина (аж до бабусі/дідуся).
- Jus soli — за народженням в Болгарії.
- Унаслідок натуралізації.
- За високі заслуги перед країною.
- За інвестиції.

## Подвійне громадянство
Болгарія дозволяє своїм громадянам (за певних умов) мати громадянство іншої країни на додаток до болгарського громадянства. 